# Kukavica (album)
Kukavica je peta zgoščenka srbske pop-folk pevke Svetlane Ražnatović - Cece, ki je bila objavljena septembra 1993, le tri mesece po izidu zgoščenke Šta je to u tvojim venama. Pevka je namreč s singlom Kukavica dopolnila prejšnjo različico albuma, istočasno pa je bila objavljena tudi njena zadnja LP plošča. 
Pevka je z glasbenim projektom nadaljevala sodelovanje z znano tekstopisko Marino Tucaković ter Aleksandrom Radulovićem.
Na albumu je, po mnenju kritikov in občinstva, Cecina največja uspešnica v karieri - pesem Kukavica. Videospot za to pesem na portalu YouTube trenutno šteje 14 milijonov ogledov. 

## Seznam skladb
| Št.             | Naslov                      | Besedilo         | Glasba               | Dolžina |
| --------------- | --------------------------- | ---------------- | -------------------- | ------- |
| 1.              | „Kukavica‟                  | Marina Tucaković | Aleksandar Radulović | 3:49    |
| 2.              | „Šta je to u tvojim venama‟ | M.Tucaković      | A. Radulović         | 3:20    |
| 3.              | „Popij me kao lek‟          | M. Tucaković     | A. Radulović         | 3:29    |
| 4.              | „Oprosti mi suze‟           | M. Tucaković     | A. Radulović         | 3:25    |
| 5.              | „Žarila sam žar‟            | S. Veličković    | A. Radulović         | 3:13    |
| 6.              | „Ustani, budi se‟           | M. Tucaković     | A. Radulović         | 3:04    |
| 7.              | „Što si tako zaboravan‟     | M.Tucaković      | A. Radulović         | 3:50    |
| 8.              | „Zaboravi‟                  | S. Veličković    | A. Radulović         | 4:17    |
| 9.              | „Nebo, mesec, zvezdice‟     | M. Tucaković     | Kikamac/Radovan II   | 2:45    |
| Skupna dolžina: | Skupna dolžina:             | Skupna dolžina:  | Skupna dolžina:      | 31:33   |

## Promocija zgoščenke
Pevka je posnela tri videospote, in sicer za pesmi: Kukavica, Šta je to u tvojim venama in Zaboravi. 
Nekaj mesecev po izidu zgoščenke je Ceca objavila videokaseto (VHS) z videospoti in televizijskimi izvedbami nekaterih pesmi - Kukavica (videokaseta).
Prva koncertna promocija zgoščenke se je zgodila na turneji Ktitorova folk liga, istega leta.

## Zgodovina objave zgoščenke
| Država      | Datum           | Založba     | Oblika     |
| ----------- | --------------- | ----------- | ---------- |
| Jugoslavija | september, 1993 | Lucky sound | CD, MC, LP |